# Maribelle
Marie Kwakman (artistnamn 
Maribelle) född 4 april 1960 i Volendam, Nederländerna. Hon representerade Nederländerna i Eurovision Song Contest 1984 med balladen Ik hou van jou. Innan tävlingen var hon tippad till seger, men efter omröstningen slutade hon på delad 13:e plats av 19 tävlande.
1981 hade hon ställt upp i den nederländska uttagningen till tävlingen med två bidrag; Fantasie och Marionette.

## Diskografi

### Album, urval
- Voyage (1993)
- Geef me je hand (1995)